# Лукомские Поплавы
Луко́мские Попла́вы (бел. Лукомскія Паплавы) — деревня в Ровковичском сельсовете Чечерского района Гомельской области Беларуси. Бо́льшая часть жителей после катастрофы на Чернобыльской АЭС отселена в чистые места.

## География

### Расположение
В 13 км на юго-запад от Чечерска, 81 км от железнодорожной станции Буда-Кошелёвская (на линии Гомель — Жлобин), 59 км от Гомеля.

### Гидрография
На северо-востоке небольшой водоём.

## Транспортная сеть
Транспортные связи по просёлочной, затем по автодорогам Слободка — Ровковичи и Чечерск — Буда-Кошелёво. Застройка деревянная, усадебного типа.

## История
Согласно письменным источникам известна с XIX века как селение в Дудичской волости Рогачёвского уезда Могилёвской губернии. Местный помещик владел здесь в 1876 году 893 десятинами земли, трактиром и мельницей. Согласно переписи 1897 года околица, действовали часовня, ветряная мельница.
В 1926 году работал почтовый пункт, в Науховичском сельсовете Чечерского района Гомельского округа. В 1931 году организован колхоз. 30 жителей погибли на фронтах Великой Отечественной войны. Согласно переписи 1959 года в составе колхоза имени С. М. Кирова (центр — деревня Крутое).

## Население
- 1897 год — 7 дворов, 48 жителей (согласно переписи).
- 1909 год — 10 дворов 41 житель.
- 1926 год — 59 жителей.
- 1959 год — 246 жителей (согласно переписи).
- 2004 год — 2 хозяйства, 3 жителя.